# مابینی
مابینی (به لاتین: Mabini) یک منطقهٔ مسکونی در فیلیپین است که در باتانگا واقع شده‌است.